# マルチン・ヴァシレフスキ
マルチン・ヴァシレフスキ（Marcin Wasilewski, 1980年6月9日 - ）は、ポーランド・クラクフ出身の元サッカー選手、元ポーランド代表である。現役時代のポジションはDF（右サイドバック及びセンターバック）。弟のパヴェウ (Paweł) も同じくサッカー選手である。

## 経歴

### クラブ

#### ポーランド
母国ではフットニク・クラクフ、シロンスク・ヴロツワフ、ヴィスワ・プウォツクでプレーし、2005年にアミカ・ウロンキへ移籍したが、同クラブは2006年5月にレフ・ポズナンと統合され、そのままレフ・ポズナンでプレーした。

#### アンデルレヒト
2007年1月16日にベルギー1部のRSCアンデルレヒトと契約 し、1月28日のKベールスホットAC戦 (3-1) で初出場を飾ると、81分にムバラク・ブスファのフリーキックから頭で初得点を記録した。2008-09シーズンには右サイドバックでありながら、チーム3位の8得点を挙げている。
2009年8月30日のスタンダール・リエージュ戦 (1-1) で24分に相手MFアクセル・ヴィツェルの悪質なタックルを受け、開放骨折により8ヶ月の離脱を余儀なくされた。なお、ヴィツェルは一発退場処分を受け、試合後には8試合の出場停止処分が言い渡されている。脛骨と腓骨の手術を受けて長いリハビリの末、2010年5月8日のシント＝トロイデンVVとの2009-10シーズン最終戦で82分からヤン・ポラークと交代出場で戦線復帰し、12月5日のSVズルテ・ワレヘム戦 (2-1) で初先発入りして先制点を挙げた。復帰後の活躍は2013年夏までの契約延長という形で報いられ、クラブは彼を「残酷な仕打ちから解放されたクラブの英雄である」と評した。
2012年10月24日にUEFAチャンピオンズリーグ 2011-12グループリーグのFCゼニト・サンクトペテルブルク戦で因縁のヴィツェルと再会することが決定すると、ヴァシレフスキは試合前にヴィツェルとの握手を拒否することを発表し、アンデルレヒトのジョン・ファン・デン・ブロム監督を始めとした首脳陣は処罰を下さないことでこの決断を受け入れた。しかし、最終的に自身の問題で試合全体の雰囲気を壊したくないとの思いから握手をした。なお、試合はゼニトが1-0で勝利している。
上記のように負傷に苦しんだ一方、2012年3月18日のシント＝トロイデン戦でコーナーキックの際にペーター・ドゥロルジュの顔面に肘打ちする騒動を起こす。ドゥロルジュは意識不明で病院送りとなり、ヴァシレフスキは4試合の出場停止を含めて6試合の欠場となった。

#### レスター・シティ
2013年9月14日にイングランド2部のレスター・シティFCとの契約を目指して入団テストを受けることが判明 し、9月17日に同クラブと1年契約を締結することに成功した。初出場を飾った9月24日のダービー・カウンティFCとのフットボールリーグカップ第3回戦 (2-1) では、フル出場して勝利に貢献。11月30日のミルウォールFC戦では、前に所属したアンデルレヒトのファン60人が応援のためにレスターのキング・パワー・スタジアムに詰めかけてくると、ヴァシレフスキはロイド・ダイアーの先制点の起点等で勝利に貢献してファンの期待に応えた。
2014-15シーズンはプレミアリーグ24試合に出場。スリーバックの一角としてクラブの奇跡的な残留に貢献した。
2015-16シーズンはウェズ・モーガンやロベルト・フートに次ぐCB3番手の位置付けとなり、リーグ戦では4試合出場に留まったものの、クラブ創設133年目で初タイトルとなるプレミアリーグ優勝を経験した。
2016-17シーズン限りでレスターを退団した。

#### ヴィスワ・クラクフ
フリー移籍でポーランドリーグのヴィスワ・クラクフに加入。

### 代表
ポーランド代表としては、2002年11月20日にコペンハーゲンでのデンマークとの親善試合で初出場を飾る。2006 FIFAワールドカップ・ヨーロッパ予選では1試合も起用されず、当然のことながら2006 FIFAワールドカップの一員にも選出されなかったが、クラブでの活躍が認められ、同大会終了後に就任したレオ・ベーンハッカー新監督の下で定位置を確保し、UEFA EURO 2008予選で11試合、UEFA EURO 2008で3試合に起用された。しかし、2009年8月にクラブでの大怪我により代表のみならず、サッカーから遠ざかる事態となり、2011年9月のメキシコとの親善試合まで約2年の月日を要した。以後に試合のあったUEFA EURO 2012予選5試合中4試合に出場してレギュラーに返り咲き、UEFA EURO 2012のメンバー入りを果たしている。

## タイトル

### クラブ
RSCアンデルレヒト
- ジュピラー・プロ・リーグ 2009-10, 11-2012, 2012-13
- ベルギーカップ 2007-08
- ベルギー・スーパーカップ 2007, 2010, 2012

レスター・シティFC
- フットボールリーグ・チャンピオンシップ 2013-14
- プレミアリーグ 2015-16

## 個人成績

### 代表での得点
| #  | 日時          | 場所       | 相手             | スコア | 結果 | 大会     |
| -- | ------------- | ---------- | ---------------- | ------ | ---- | -------- |
| 1. | 2006年12月6日 | アブダビ   | アラブ首長国連邦 | 2-0    | 5-2  | 親善試合 |
| 2. | 2012年6月2日  | ワルシャワ | アンドラ         | 4-0    | 4-0  | 親善試合 |